# Miguel Gaudêncio
Miguel Gaudêncio é um diretor moçambicano que realiza vídeos musicais e filmes em Portugal. A sua primeira longa-metragem, Second Life, foi o filme português com a segunda maior bilheteira em 2009.